# Osaka Broadcasting Corporation

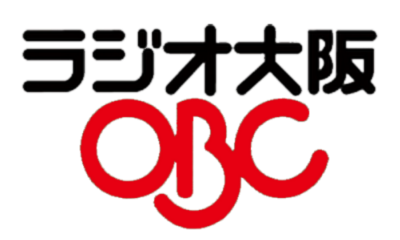
Logo de radio Osaka

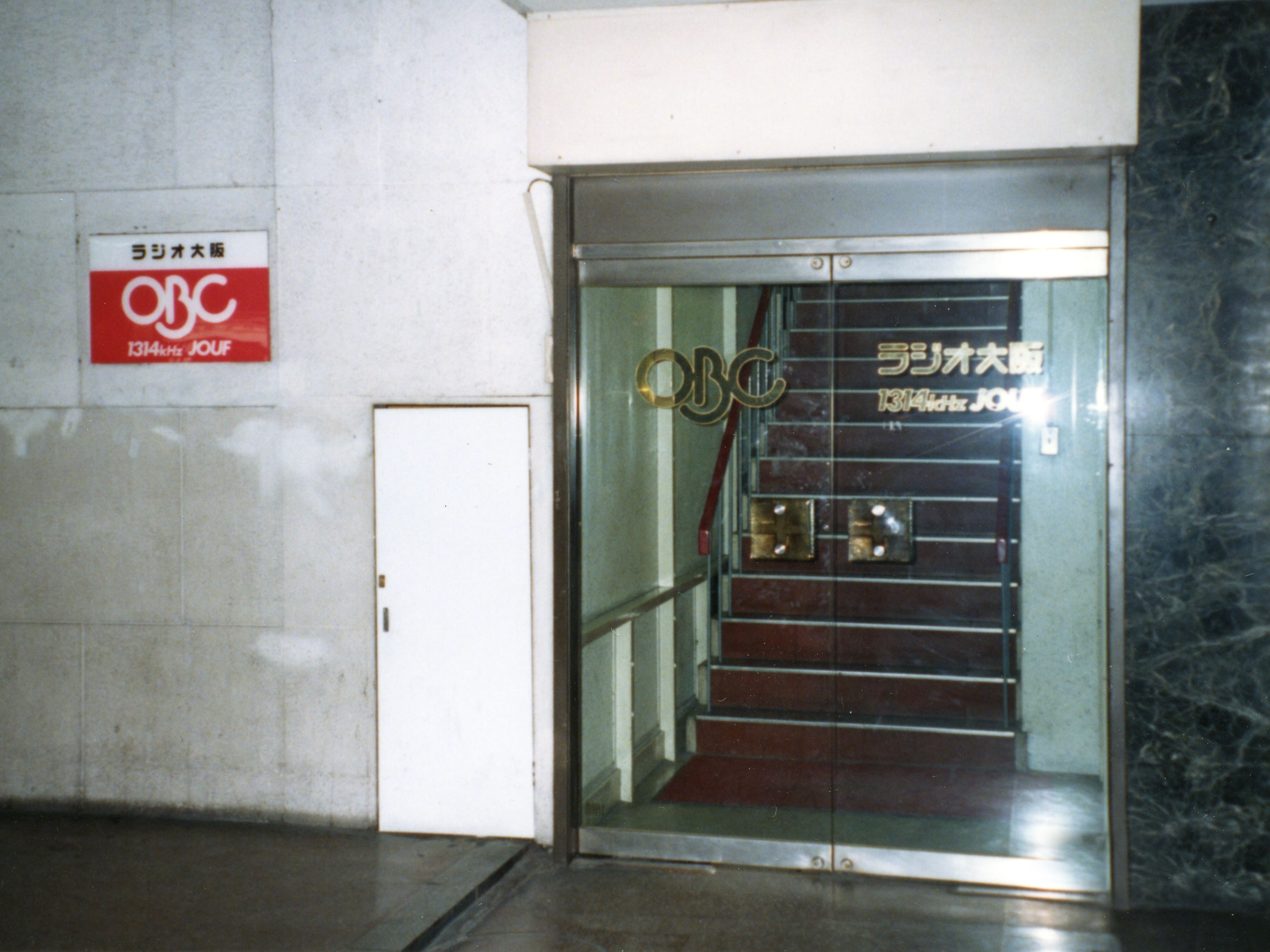
Entrada frontal del antiguo edificio de radio Osaka (Umeda, Kita-ku, Osaka).

Osaka Broadcasting Corporation (大阪放送株式会社 Osaka Hoso Kabushiki-gaisha?,  OBC) es una estación de radio AM de la National Radio Network (NRN) en Osaka, Japón, y se le conoce como Radio Osaka (ラジオ大阪 Rajio Osaka). También es una compañía de Sankei Shimbun parte del Fujisankei Communications Group. Radio Osaka comenzó a transmitir el 1 de julio de 1958. En marzo de 2010 comenzaron a transmitir por internet junto con otras 5 estaciones de radio.

## Otras estaciones de radio en Osaka
- Asahi Broadcasting Corporation (ABC, 朝日放送)
- Mainichi Broadcasting System, Inc. (MBS, 毎日放送)
- FM OSAKA (851, FM大阪)
- FM802 (802, FM802)
- FM COCOLO (COCOLO, 関西インターメディア)